# 春史電影獎
春史電影獎（：／ Chunsayeonghwaje，亦称春史国际电影节或春史电影节）是韓國電影導演協會自1990年起舉辦的非盈利性電影頒獎典禮，以韩国早期电影开拓者罗云奎的雅号“春史”命名，纪念其对电影的热情和对生活的斗志。获奖者由韩国电影导演协会的导演们亲自选定，以确保公正和克服商业主义倾向。春史电影奖以差别化的最佳导演奖为特色，不同于韩国其他电影颁奖礼将最佳影片作为最高奖项，春史电影奖自2014年第19届起为了提高电影导演的权威，将最佳导演设为最高奖项，是韩国唯一有此做法的颁奖礼。

## 頒獎禮起源
朝鮮半島早期男演員、導演，「春史」 羅雲奎，於1920、1930年代活躍於韓國電影業，當時正值日佔時期。但即使在題材受限以及時局相當不穩定的大環境下，他仍堅持親自製作、執導和參演一連串民族類型的電影以反抗民族壓迫。後來因不敵病魔而與世長辭，逝世時年僅37歲。為紀念這位為韓國電影界畢生奉獻的先驅者，以及其對電影業的滿腔熱情，於是韓國電影導演協會便自1990年起舉辦此項以韓國電影業為主要授獎對象的頒獎禮，並將其雅號「春史」冠於本頒獎禮正式名稱的前方，向其致敬。
该頒獎禮常設獎項包括最佳電影、最佳導演、最佳男主角、最佳女主角、最佳男配角、最佳女配角、最佳新人導演、最佳男子新人獎、最佳女子新人獎、最佳劇本、最佳音樂等等。
命名史
- 1990年（第1屆）—2000年（第8屆）：春史藝術電影獎（춘사 예술 영화상）
- 2001年（第9屆）—2005年（第13屆）：春史羅雲奎電影藝術祭（춘사 나운규 영화 예술제）
- 2006年（第14屆）—2010年（第18屆）：利川春史大獎電影祭（이천 춘사 대상 영화제）
- 2014年（第19屆）—2017年（第22屆）：春史電影獎（춘사영화상）
- 2018年（第23屆）—2020年（第25届）：春史電影節（춘사영화제）[6]
- 2021年（第26届）—：春史国际电影节（춘사국제영화제）[7]

## 历届获奖名单

### 1990年代
| - 举行日期：1990年12月29日 - 地点：索菲特首爾大使酒店 \| 獎項 \| 得獎者 \| 作品 \| \| -------------- \| -------------------------------------- \| ------------------------------------ \| \| 最佳作品 \| 不適用 \| 《黑色共和國》 \| \| 最佳导演 \| 鄭智泳 \| 《南部軍》 \| \| 最佳男主角 \| 安聖基 \| 《南部軍》 \| \| 最佳女主角 \| 沈慧珍 \| 《黑色共和國》 \| \| 最佳新人导演 \| 黃圭德 \| 《我們這一班，有教無類》 \| \| 最佳新人男演员 \| 文盛瑾 \| 《黑色共和國》 \| \| 最佳新人女演员 \| 崔真實 \| 《南部軍》 \| \| 最佳改编剧本 \| 尹大成 \| 《黑色共和國》 \| \| 最佳摄影奖 \| 劉英吉 \| 《南部軍》 \| \| 最佳剪輯獎 \| 金賢 \| 《黑色共和國》 \| \| 最佳音乐奖 \| 申炳河 \| 《南部軍》 \| \| 最佳技术奖 \| 金景哲、李永吉（录音） \| 《南部軍》 \| \| 功劳奖 \| 尹逢春、李圭煥 \| 不適用 \| |                        |                          |
| 獎項 | 得獎者                 | 作品                     |
| 最佳作品 | 不適用                 | 《黑色共和國》           |
| 最佳导演 | 鄭智泳                 | 《南部軍》               |
| 最佳男主角 | 安聖基                 | 《南部軍》               |
| 最佳女主角 | 沈慧珍                 | 《黑色共和國》           |
| 最佳新人导演 | 黃圭德                 | 《我們這一班，有教無類》 |
| 最佳新人男演员 | 文盛瑾                 | 《黑色共和國》           |
| 最佳新人女演员 | 崔真實                 | 《南部軍》               |
| 最佳改编剧本 | 尹大成                 | 《黑色共和國》           |
| 最佳摄影奖 | 劉英吉                 | 《南部軍》               |
| 最佳剪輯獎 | 金賢                   | 《黑色共和國》           |
| 最佳音乐奖 | 申炳河                 | 《南部軍》               |
| 最佳技术奖 | 金景哲、李永吉（录音） | 《南部軍》               |
| 功劳奖 | 尹逢春、李圭煥         | 不適用                   |

| - 举行日期：1991年12月28日 - 地点：索菲特首爾大使酒店 \| 獎項 \| 得獎者 \| 作品 \| \| -------------- \| ---------------------- \| ---------------------------------- \| \| 最佳作品 \| 不適用 \| 《死的讚美》 \| \| 最佳导演 \| 林權澤 \| 《開闢》 \| \| 最佳男主角 \| 李德華 \| 《開闢》 \| \| 最佳女主角 \| 張美姬 \| 《死的讚美》 \| \| 最佳男配角 \| 李璟榮 \| 《銀馬不會來》 \| \| 最佳女配角 \| 金甫娟 \| 《銀馬不會來》 \| \| 最佳新人导演 \| 李明世 \| 《我的愛，我的新娘》 \| \| 最佳新人导演 \| 元正洙 \| 《遺失的愛》 \| \| 最佳新人男演员 \| 崔真永 \| 《在山那邊》 \| \| 最佳新人女演员 \| 金綿溶 \| 《在山那邊》 \| \| 最佳新人女演员 \| 金成鈴 \| 《誰看到龍的指甲？》 \| \| 最佳原创剧本 \| 林裕善 \| 《死的讚美》 \| \| 最佳改编剧本 \| 張吉秀 \| 《銀馬不會來》 \| \| 最佳摄影奖 \| 李成春 \| 《死的讚美》 \| \| 最佳照明獎 \| 林載永 \| 《死的讚美》 \| \| 最佳剪輯獎 \| 玄東俊 \| 《死的讚美》 \| \| 最佳美術獎 \| 趙融三 \| 《死的讚美》 \| \| 最佳音乐奖 \| 申炳河 \| 《開闢》 \| \| 最佳技术奖 \| 楊泰浩（音效） \| 《死的讚美》 \| \| 最佳服裝獎 \| 金英珠、河勇洙、李惠允 \| 《死的讚美》 \| \| 特別作品獎 \| 不適用 \| 《在星星發光的夜晚裡》 \| \| 春史藝術人獎 \| 權永順 \| 不適用 \| |                        |                        |
| 獎項 | 得獎者                 | 作品                   |
| 最佳作品 | 不適用                 | 《死的讚美》           |
| 最佳导演 | 林權澤                 | 《開闢》               |
| 最佳男主角 | 李德華                 | 《開闢》               |
| 最佳女主角 | 張美姬                 | 《死的讚美》           |
| 最佳男配角 | 李璟榮                 | 《銀馬不會來》         |
| 最佳女配角 | 金甫娟                 | 《銀馬不會來》         |
| 最佳新人导演 | 李明世                 | 《我的愛，我的新娘》   |
| 最佳新人导演 | 元正洙                 | 《遺失的愛》           |
| 最佳新人男演员 | 崔真永                 | 《在山那邊》           |
| 最佳新人女演员 | 金綿溶                 | 《在山那邊》           |
| 最佳新人女演员 | 金成鈴                 | 《誰看到龍的指甲？》   |
| 最佳原创剧本 | 林裕善                 | 《死的讚美》           |
| 最佳改编剧本 | 張吉秀                 | 《銀馬不會來》         |
| 最佳摄影奖 | 李成春                 | 《死的讚美》           |
| 最佳照明獎 | 林載永                 | 《死的讚美》           |
| 最佳剪輯獎 | 玄東俊                 | 《死的讚美》           |
| 最佳美術獎 | 趙融三                 | 《死的讚美》           |
| 最佳音乐奖 | 申炳河                 | 《開闢》               |
| 最佳技术奖 | 楊泰浩（音效）         | 《死的讚美》           |
| 最佳服裝獎 | 金英珠、河勇洙、李惠允 | 《死的讚美》           |
| 特別作品獎 | 不適用                 | 《在星星發光的夜晚裡》 |
| 春史藝術人獎 | 權永順                 | 不適用                 |

| - 举行日期：1992年12月22日 - 地点：索菲特首爾大使酒店}} \| 獎項 \| 得獎者 \| 作品 \| \| ---------------- \| --------------------------- \| ------------------------------------------------------------------ \| \| 最佳作品 \| 不適用 \| 《我們扭曲的英雄》 \| \| 最佳导演 \| 鄭智泳 \| 《白色戰爭》 \| \| 最佳男主角 \| 文盛瑾 \| 《通往賽馬場的路》 \| \| 最佳女主角 \| 姜受延 \| 《通往賽馬場的路》 \| \| 最佳男配角 \| 李璟榮 \| 《白色戰爭》 \| \| 最佳女配角 \| 金甫娟 \| 《通往賽馬場的路》 \| \| 最佳新人导演 \| 金義錫 \| 《結婚的故事》 \| \| 最佳新人男演员 \| 金勇日 \| 《代孕父》 \| \| 最佳新人女演员 \| 吳娟受 \| 《下層女子 上層男子》 \| \| 最佳青少年演員獎 \| 洪景仁 、고정일 \| 《我們扭曲的英雄》 \| \| 最佳原创剧本 \| 朴宪秀 \| 《結婚的故事》 \| \| 最佳改编剧本 \| 張賢洙、朴钟元 \| 《我們扭曲的英雄》 \| \| 最佳摄影奖 \| 朴承裴 \| 《前往天國》 \| \| 最佳照明獎 \| 金康日 \| 《前往天國》 \| \| 最佳剪輯獎 \| 李京子 \| 《我們扭曲的英雄》 \| \| 最佳美術獎 \| 趙融三 \| 《前往天國》 \| \| 最佳音乐奖 \| 申炳河 \| 《白色戰爭》 \| \| 最佳技术奖 \| 金承浩 \| 《我們扭曲的英雄》 \| \| 最佳新人技术奖 \| 金南鎮（摄影） \| 《回來吧少年》 \| \| 最佳服裝獎 \| 李景熙、沉允珠 \| 《結婚的故事》 \| \| 特別作品獎 \| 不適用 \| 《恐龍老師》 《回來吧少年》 《結婚的故事》 \| \| 春史藝術人獎 \| 金一海（朝鲜语：김일해） \| 不適用 \| |                 |                                            |
| 獎項 | 得獎者          | 作品                                       |
| 最佳作品 | 不適用          | 《我們扭曲的英雄》                         |
| 最佳导演 | 鄭智泳          | 《白色戰爭》                               |
| 最佳男主角 | 文盛瑾          | 《通往賽馬場的路》                         |
| 最佳女主角 | 姜受延          | 《通往賽馬場的路》                         |
| 最佳男配角 | 李璟榮          | 《白色戰爭》                               |
| 最佳女配角 | 金甫娟          | 《通往賽馬場的路》                         |
| 最佳新人导演 | 金義錫          | 《結婚的故事》                             |
| 最佳新人男演员 | 金勇日          | 《代孕父》                                 |
| 最佳新人女演员 | 吳娟受          | 《下層女子 上層男子》                      |
| 最佳青少年演員獎 | 洪景仁 、고정일 | 《我們扭曲的英雄》                         |
| 最佳原创剧本 | 朴宪秀          | 《結婚的故事》                             |
| 最佳改编剧本 | 張賢洙、朴钟元  | 《我們扭曲的英雄》                         |
| 最佳摄影奖 | 朴承裴          | 《前往天國》                               |
| 最佳照明獎 | 金康日          | 《前往天國》                               |
| 最佳剪輯獎 | 李京子          | 《我們扭曲的英雄》                         |
| 最佳美術獎 | 趙融三          | 《前往天國》                               |
| 最佳音乐奖 | 申炳河          | 《白色戰爭》                               |
| 最佳技术奖 | 金承浩          | 《我們扭曲的英雄》                         |
| 最佳新人技术奖 | 金南鎮（摄影）  | 《回來吧少年》                             |
| 最佳服裝獎 | 李景熙、沉允珠  | 《結婚的故事》                             |
| 特別作品獎 | 不適用          | 《恐龍老師》 《回來吧少年》 《結婚的故事》 |
| 春史藝術人獎 | 金一海          | 不適用                                     |

| - 举行日期：1993年12月24日 - 地点：索菲特首爾大使酒店 \| 獎項 \| 得獎者 \| 作品 \| \| -------------- \| ----------------------------------- \| -------------------------------- \| \| 最佳作品 \| 不適用 \| 《西便制》 \| \| 最佳导演 \| 林權澤 \| 《西便制》 \| \| 最佳男主角 \| 李德華 \| 《我要活下來》 \| \| 最佳女主角 \| 吳貞孩 \| 《西便制》 \| \| 最佳男配角 \| 李日雄（朝鲜语：[[:ko:이일웅]\\|]]） \| 《我要活下來》 \| \| 最佳女配角 \| 文美奉 \| 《亞當來到這世上時》 \| \| 最佳新人导演 \| 李賢承 \| 《你心中的藍色》 \| \| 最佳新人男演员 \| 金圭哲 \| 《西便制》 \| \| 最佳新人女演员 \| 朴仙英 \| 《有胸膛的男人》 \| \| 最佳新人女演员 \| 李允星 \| 《亞當來到這世上時》 \| \| 最佳兒童演員獎 \| 吳泰京 \| 《華嚴經》 \| \| 最佳原创剧本 \| 文相勳 \| 《媽媽的田地》 \| \| 最佳摄影奖 \| 劉英吉 \| 《華嚴經》 \| \| 最佳照明獎 \| 金東鎬 \| 《華嚴經》 \| \| 最佳美術獎 \| 金宥佶 \| 西便制 \| \| 最佳音乐奖 \| 李鐘久 \| 《華嚴經》 \| \| 最佳技术奖 \| 李文傑（特效） \| 《媽媽的田地》 \| \| 評審委員特別獎 \| 九月檔企劃 \| 《缺乏的時間（朝鲜语：한줌의 시간속에서）》 \| \| 評審委員特別獎 \| Saramin製作公司 \| 《媽媽的田地》 \| \| 春史藝術人獎 \| 崔薰 \| 不適用 \| |                 |                      |
| 獎項 | 得獎者          | 作品                 |
| 最佳作品 | 不適用          | 《西便制》           |
| 最佳导演 | 林權澤          | 《西便制》           |
| 最佳男主角 | 李德華          | 《我要活下來》       |
| 最佳女主角 | 吳貞孩          | 《西便制》           |
| 最佳男配角 | 李日雄          | 《我要活下來》       |
| 最佳女配角 | 文美奉          | 《亞當來到這世上時》 |
| 最佳新人导演 | 李賢承          | 《你心中的藍色》     |
| 最佳新人男演员 | 金圭哲          | 《西便制》           |
| 最佳新人女演员 | 朴仙英          | 《有胸膛的男人》     |
| 最佳新人女演员 | 李允星          | 《亞當來到這世上時》 |
| 最佳兒童演員獎 | 吳泰京          | 《華嚴經》           |
| 最佳原创剧本 | 文相勳          | 《媽媽的田地》       |
| 最佳摄影奖 | 劉英吉          | 《華嚴經》           |
| 最佳照明獎 | 金東鎬          | 《華嚴經》           |
| 最佳美術獎 | 金宥佶          | 西便制               |
| 最佳音乐奖 | 李鐘久          | 《華嚴經》           |
| 最佳技术奖 | 李文傑（特效）  | 《媽媽的田地》       |
| 評審委員特別獎 | 九月檔企劃      | 《缺乏的時間》       |
| 評審委員特別獎 | Saramin製作公司 | 《媽媽的田地》       |
| 春史藝術人獎 | 崔薰            | 不適用               |

| - 举行日期：1994年12月17日 - 地点：索菲特首爾大使酒店 \| 獎項 \| 得獎者 \| 作品 \| \| -------------- \| --------------------------------------- \| ------------------------------------------------- \| \| 最佳作品 \| 不適用 \| 《太白山脈》 \| \| 最佳导演 \| 嚴鐘善 \| 《無恥之徒》 \| \| 最佳男主角 \| 张东辉 \| 《無恥之徒》 \| \| 最佳女主角 \| 沈慧珍 \| 《世界之外》 \| \| 最佳男配角 \| 李璟榮 \| 《世界之外》 \| \| 最佳女配角 \| 鄭景順 \| 《太白山脈》 \| \| 最佳新人导演 \| 金洪俊 \| 《玫瑰色人生》 \| \| 最佳新人男演员 \| 金甲洙 \| 《太白山脈》 \| \| 最佳新人女演员 \| 鄭善敬 \| 《把我獻給你》 \| \| 最佳原创剧本 \| 張賢洙、姜帝圭 \| 《遊戲規則》 \| \| 最佳摄影奖 \| 鄭一成 \| 《太白山脈》 \| \| 最佳照明獎 \| 李滿福 \| 《太白山脈》 \| \| 最佳音乐奖 \| 李哲爀 \| 《無恥之徒》 \| \| 最佳技术奖 \| 金玄（剪辑） 金先鎮（化妆） \| 《遊戲規則》 \| \| 評審委員特別獎 \| 不適用 \| 《玫瑰色人生》 《九尾狐》 \| \| 新人鼓勵獎 \| 李濟樂 \| 《子夜以後》 \| \| 春史藝術人獎 \| 李倉根 \| 不適用 \| |                             |                           |
| 獎項 | 得獎者                      | 作品                      |
| 最佳作品 | 不適用                      | 《太白山脈》              |
| 最佳导演 | 嚴鐘善                      | 《無恥之徒》              |
| 最佳男主角 | 张东辉                      | 《無恥之徒》              |
| 最佳女主角 | 沈慧珍                      | 《世界之外》              |
| 最佳男配角 | 李璟榮                      | 《世界之外》              |
| 最佳女配角 | 鄭景順                      | 《太白山脈》              |
| 最佳新人导演 | 金洪俊                      | 《玫瑰色人生》            |
| 最佳新人男演员 | 金甲洙                      | 《太白山脈》              |
| 最佳新人女演员 | 鄭善敬                      | 《把我獻給你》            |
| 最佳原创剧本 | 張賢洙、姜帝圭              | 《遊戲規則》              |
| 最佳摄影奖 | 鄭一成                      | 《太白山脈》              |
| 最佳照明獎 | 李滿福                      | 《太白山脈》              |
| 最佳音乐奖 | 李哲爀                      | 《無恥之徒》              |
| 最佳技术奖 | 金玄（剪辑） 金先鎮（化妆） | 《遊戲規則》              |
| 評審委員特別獎 | 不適用                      | 《玫瑰色人生》 《九尾狐》 |
| 新人鼓勵獎 | 李濟樂                      | 《子夜以後》              |
| 春史藝術人獎 | 李倉根                      | 不適用                    |

| - 举行日期：1995年12月21日 - 地点：首爾凱悅酒店 \| 獎項 \| 得獎者 \| 作品 \| \| ---------------- \| ------------------------------ \| ----------------------------------- \| \| 最佳作品 \| 不適用 \| 《美麗青年全泰壹》 \| \| 最佳导演 \| 朴光洙 \| 《美麗青年全泰壹》 \| \| 最佳男主角 \| 洪景仁 \| 《美麗青年全泰壹》 \| \| 最佳女主角 \| 方銀珍 \| 《301, 302》 \| \| 最佳男配角 \| 李海龍 \| 《木槿花 韓國人的國花》 \| \| 最佳女配角 \| 金甫娟 \| 《像狗一樣的下午》 \| \| 最佳新人导演 \| 李文勇 \| 《像狗一樣的下午》 \| \| 最佳新人导演 \| 元成鎮 \| 《48+1》 \| \| 最佳新人男演员 \| 韓石圭 \| 《風流醫生》 \| \| 最佳新人男演员 \| 李炳憲 \| 《是誰讓我發瘋》 \| \| 最佳新人女演员 \| 李知恩 \| 《锦荣啊，锦荣啊》 \| \| 最佳原创剧本 \| 李景植 \| 《像狗一樣的下午》 \| \| 最佳摄影奖 \| 劉英吉 \| 《美麗青年全泰壹》 \| \| 最佳照明獎 \| 金東鎬 \| 《美麗青年全泰壹》 \| \| 最佳音乐奖 \| 金秀哲 \| 《錦鴻啊 錦鴻啊》 \| \| 最佳企劃或製作人 \| 駿駿影院 \| 《48+1》 \| \| 最佳技术奖 \| 玄東俊（剪辑）、張仁漢（化妆） \| 《48+1》 \| \| 最佳技术奖 \| 金成問（特殊化妆） \| 《301, 302》 \| \| 評審委員特別獎 \| 宇鎮製作公司 \| 《木槿花 韓國人的國花》 \| \| 新人鼓勵獎 \| 阿里郎製作公司 \| 《在我心中的希望》 \| \| 春史藝術人獎 \| 林權澤 \| 不適用 \| |                                |                         |
| 獎項 | 得獎者                         | 作品                    |
| 最佳作品 | 不適用                         | 《美麗青年全泰壹》      |
| 最佳导演 | 朴光洙                         | 《美麗青年全泰壹》      |
| 最佳男主角 | 洪景仁                         | 《美麗青年全泰壹》      |
| 最佳女主角 | 方銀珍                         | 《301, 302》            |
| 最佳男配角 | 李海龍                         | 《木槿花 韓國人的國花》 |
| 最佳女配角 | 金甫娟                         | 《像狗一樣的下午》      |
| 最佳新人导演 | 李文勇                         | 《像狗一樣的下午》      |
| 最佳新人导演 | 元成鎮                         | 《48+1》                |
| 最佳新人男演员 | 韓石圭                         | 《風流醫生》            |
| 最佳新人男演员 | 李炳憲                         | 《是誰讓我發瘋》        |
| 最佳新人女演员 | 李知恩                         | 《锦荣啊，锦荣啊》      |
| 最佳原创剧本 | 李景植                         | 《像狗一樣的下午》      |
| 最佳摄影奖 | 劉英吉                         | 《美麗青年全泰壹》      |
| 最佳照明獎 | 金東鎬                         | 《美麗青年全泰壹》      |
| 最佳音乐奖 | 金秀哲                         | 《錦鴻啊 錦鴻啊》       |
| 最佳企劃或製作人 | 駿駿影院                       | 《48+1》                |
| 最佳技术奖 | 玄東俊（剪辑）、張仁漢（化妆） | 《48+1》                |
| 最佳技术奖 | 金成問（特殊化妆）             | 《301, 302》            |
| 評審委員特別獎 | 宇鎮製作公司                   | 《木槿花 韓國人的國花》 |
| 新人鼓勵獎 | 阿里郎製作公司                 | 《在我心中的希望》      |
| 春史藝術人獎 | 林權澤                         | 不適用                  |

| - 举行日期：1999年2月5日 - 地点：江原道平昌龍之谷龍平度假村酒店 \| 獎項 \| 得獎者 \| 作品 \| \| ---------------- \| ------------------------ \| -------------------------------- \| \| 最佳作品 \| 不適用 \| 《美麗的時節》 \| \| 最佳导演 \| 朴哲洙 \| 《家族影院》 \| \| 最佳男主角 \| 朴新陽 \| 《約定》 \| \| 最佳女主角 \| 李美淑 \| 《情事》 \| \| 最佳新人导演 \| 李正香 \| 《美術館旁的動物園》 \| \| 最佳新人男演员 \| 李成宰 \| 《美術館旁的動物園》 \| \| 最佳新人女演员 \| 金奎梨 \| 《女高怪談》 \| \| 最佳新人女演员 \| 金麗珍 \| 《處女們的晚餐》 \| \| 最佳原创剧本 \| 李正香 \| 《美術館旁的動物園》 \| \| 最佳摄影奖 \| 全朝明 \| 《約定》 \| \| 最佳照明獎 \| 李柱生 \| 《約定》 \| \| 最佳音乐奖 \| 元日 \| 《美麗的時節》 \| \| 最佳企劃或製作人 \| 李光模\\|이광모}} \| 《美麗的時節》 \| \| 最佳技术奖 \| 金玄（剪辑） \| 《沒有太陽》 \| \| 最佳技术奖 \| 吳尚萬（美术） \| 《美術館旁的動物園》 \| \| 春史藝術人獎 \| 黃文平 \| 不適用 \| |                  |                      |
| 獎項 | 得獎者           | 作品                 |
| 最佳作品 | 不適用           | 《美麗的時節》       |
| 最佳导演 | 朴哲洙           | 《家族影院》         |
| 最佳男主角 | 朴新陽           | 《約定》             |
| 最佳女主角 | 李美淑           | 《情事》             |
| 最佳新人导演 | 李正香           | 《美術館旁的動物園》 |
| 最佳新人男演员 | 李成宰           | 《美術館旁的動物園》 |
| 最佳新人女演员 | 金奎梨           | 《女高怪談》         |
| 最佳新人女演员 | 金麗珍           | 《處女們的晚餐》     |
| 最佳原创剧本 | 李正香           | 《美術館旁的動物園》 |
| 最佳摄影奖 | 全朝明           | 《約定》             |
| 最佳照明獎 | 李柱生           | 《約定》             |
| 最佳音乐奖 | 元日             | 《美麗的時節》       |
| 最佳企劃或製作人 | 李光模\|이광모}} | 《美麗的時節》       |
| 最佳技术奖 | 金玄（剪辑）     | 《沒有太陽》         |
| 最佳技术奖 | 吳尚萬（美术）   | 《美術館旁的動物園》 |
| 春史藝術人獎 | 黃文平           | 不適用               |

### 2000年代
| - 举行日期：2000年10月27日 - 地点：格蘭德華克山莊首爾酒店 \| 獎項 \| 得獎者 \| 作品 \| \| ---------------- \| -------------------------- \| ---------------------------- \| \| 最佳作品 \| 不適用 \| 《JSA安全地帶》 \| \| 最佳导演 \| 朴贊郁 \| 《JSA安全地帶》 \| \| 最佳男主角 \| 薛耿求 \| 《薄荷糖》 \| \| 最佳女主角 \| 全道嬿 \| 《快樂到死》 \| \| 最佳男配角 \| 申河均 \| 《JSA安全地帶》 \| \| 最佳女配角 \| 金成女 \| 《春香傳》 \| \| 最佳新人导演 \| 金正權 \| 《愛的空間》 \| \| 最佳新人导演 \| 金基永 \| 《真實遊戲》 \| \| 最佳新人男演员 \| 劉智泰 \| 《愛的空間》 \| \| 最佳新人女演员 \| 李智賢 \| 《La Belle》 \| \| 最佳剧本 \| 李滄東 \| 《薄荷糖》 \| \| 最佳摄影奖 \| 鄭一成 \| 《春香傳》 \| \| 最佳照明獎 \| 李滿福 \| 《春香傳》 \| \| 最佳照明獎 \| 林載永 \| 《JSA安全地帶》 \| \| 最佳音乐奖 \| 曹英玉 \| 《JSA安全地帶》 \| \| 最佳企劃或製作人 \| 李泰元 \| 《春香傳》 \| \| 最佳技术奖 \| 金尚萬、吳尚萬（美术） \| 《JSA安全地帶》 \| \| 最佳技术奖 \| 金鐵石（特效） \| 《人情私情無存》 \| \| 新人攝影獎 \| 洪景表 \| 《觸不到的戀人》 \| \| 特別演技獎 \| 李模正 \| 《真實遊戲》 \| \| 評審委員特別獎 \| saramin娛樂 \| 《Die Bad》 \| \| 春史藝術人獎 \| 张东辉 \| 不適用 \| \| 功劳奖 \| 金韓燮 \| 不適用 \| |                        |                  |
| 獎項 | 得獎者                 | 作品             |
| 最佳作品 | 不適用                 | 《JSA安全地帶》  |
| 最佳导演 | 朴贊郁                 | 《JSA安全地帶》  |
| 最佳男主角 | 薛耿求                 | 《薄荷糖》       |
| 最佳女主角 | 全道嬿                 | 《快樂到死》     |
| 最佳男配角 | 申河均                 | 《JSA安全地帶》  |
| 最佳女配角 | 金成女                 | 《春香傳》       |
| 最佳新人导演 | 金正權                 | 《愛的空間》     |
| 最佳新人导演 | 金基永                 | 《真實遊戲》     |
| 最佳新人男演员 | 劉智泰                 | 《愛的空間》     |
| 最佳新人女演员 | 李智賢                 | 《La Belle》     |
| 最佳剧本 | 李滄東                 | 《薄荷糖》       |
| 最佳摄影奖 | 鄭一成                 | 《春香傳》       |
| 最佳照明獎 | 李滿福                 | 《春香傳》       |
| 最佳照明獎 | 林載永                 | 《JSA安全地帶》  |
| 最佳音乐奖 | 曹英玉                 | 《JSA安全地帶》  |
| 最佳企劃或製作人 | 李泰元                 | 《春香傳》       |
| 最佳技术奖 | 金尚萬、吳尚萬（美术） | 《JSA安全地帶》  |
| 最佳技术奖 | 金鐵石（特效）         | 《人情私情無存》 |
| 新人攝影獎 | 洪景表                 | 《觸不到的戀人》 |
| 特別演技獎 | 李模正                 | 《真實遊戲》     |
| 評審委員特別獎 | saramin娛樂            | 《Die Bad》      |
| 春史藝術人獎 | 张东辉                 | 不適用           |
| 功劳奖 | 金韓燮                 | 不適用           |

| - 举行日期：2001年12月10日 - 地点：首爾成均館大學600周年紀念館 \| 獎項 \| 得獎者 \| 作品 \| \| ---------------- \| ------------------------ \| ----------------------------- \| \| 最佳作品 \| 不適用 \| 《朋友》 \| \| 最佳导演 \| 郭景澤 \| 《朋友》 \| \| 最佳男主角 \| 劉五性 \| 《朋友》 \| \| 最佳女主角 \| 裴斗娜、李枖原、玉智英 \| 《貓咪少女》 \| \| 最佳剧本 \| 任順禮 \| 《Waikiki兄弟們》 \| \| 最佳摄影奖 \| 徐廷珉 \| 《災情告急》 \| \| 最佳照明獎 \| 李承久 \| 《最後的證人》 \| \| 最佳企劃或製作人 \| 吳基萬 \| 《貓咪少女》 \| \| 最佳技术奖 \| 金玄（剪辑） \| 《武士》 \| \| 最佳技术奖 \| 鄭道安（特效） \| 《災情告急》 \| \| 評審委員特別獎 \| 鄭載銀 \| 《貓咪少女》 \| |                        |                   |
| 獎項 | 得獎者                 | 作品              |
| 最佳作品 | 不適用                 | 《朋友》          |
| 最佳导演 | 郭景澤                 | 《朋友》          |
| 最佳男主角 | 劉五性                 | 《朋友》          |
| 最佳女主角 | 裴斗娜、李枖原、玉智英 | 《貓咪少女》      |
| 最佳剧本 | 任順禮                 | 《Waikiki兄弟們》 |
| 最佳摄影奖 | 徐廷珉                 | 《災情告急》      |
| 最佳照明獎 | 李承久                 | 《最後的證人》    |
| 最佳企劃或製作人 | 吳基萬                 | 《貓咪少女》      |
| 最佳技术奖 | 金玄（剪辑）           | 《武士》          |
| 最佳技术奖 | 鄭道安（特效）         | 《災情告急》      |
| 評審委員特別獎 | 鄭載銀                 | 《貓咪少女》      |

| - 举行日期：2002年11月26日 - 地点：首爾成均館大學600周年紀念館 \| 獎項 \| 得獎者 \| 作品 \| \| --------------------- \| ------------------------------------- \| -------------------------- \| \| 最佳作品 \| 不適用 \| 《綠洲曳影》 \| \| 最佳导演 \| 李滄東 \| 《綠洲曳影》 \| \| 最佳男主角 \| 薛耿求 \| 《綠洲曳影》 \| \| 最佳女主角 \| 文素利 \| 《綠洲曳影》 \| \| 最佳男配角 \| 姜信日 \| 《公敵》 \| \| 最佳女配角 \| 芮智媛 \| 《生活的發現》 \| \| 最佳新人导演 \| 金賢錫 \| 《YMCA野球團》 \| \| 最佳新人男演员 \| 金相慶 \| 《生活的發現》 \| \| 最佳新人女演员 \| 徐元 \| 《只愛陌生人》 \| \| 最佳剧本 \| 李滄東 \| 《綠洲曳影》 \| \| 最佳摄影奖 \| 朴玄哲 \| 《YMCA野球團》 \| \| 最佳剪輯獎 \| 金相范 \| 《復仇》 \| \| 最佳美術獎 \| 姜承龍 \| 《YMCA野球團》 \| \| 最佳音乐奖 \| 白賢鎮 \| 《復仇》 \| \| 最佳企劃或製作人 \| 沈載明、李宇貞 \| 《YMCA野球團》 \| \| 最佳技术奖 \| 林在永（灯光） \| 《YMCA野球團》 \| \| 評審委員特別獎 \| 不適用 \| 《愛•回家》 \| \| 春史100周年紀念功勞獎 \| 導演林權澤 電影演員鄭一成 \| 不適用 \| |                           |                |
| 獎項 | 得獎者                    | 作品           |
| 最佳作品 | 不適用                    | 《綠洲曳影》   |
| 最佳导演 | 李滄東                    | 《綠洲曳影》   |
| 最佳男主角 | 薛耿求                    | 《綠洲曳影》   |
| 最佳女主角 | 文素利                    | 《綠洲曳影》   |
| 最佳男配角 | 姜信日                    | 《公敵》       |
| 最佳女配角 | 芮智媛                    | 《生活的發現》 |
| 最佳新人导演 | 金賢錫                    | 《YMCA野球團》 |
| 最佳新人男演员 | 金相慶                    | 《生活的發現》 |
| 最佳新人女演员 | 徐元                      | 《只愛陌生人》 |
| 最佳剧本 | 李滄東                    | 《綠洲曳影》   |
| 最佳摄影奖 | 朴玄哲                    | 《YMCA野球團》 |
| 最佳剪輯獎 | 金相范                    | 《復仇》       |
| 最佳美術獎 | 姜承龍                    | 《YMCA野球團》 |
| 最佳音乐奖 | 白賢鎮                    | 《復仇》       |
| 最佳企劃或製作人 | 沈載明、李宇貞            | 《YMCA野球團》 |
| 最佳技术奖 | 林在永（灯光）            | 《YMCA野球團》 |
| 評審委員特別獎 | 不適用                    | 《愛•回家》    |
| 春史100周年紀念功勞獎 | 導演林權澤 電影演員鄭一成 | 不適用         |

| - 举行日期：2003年12月15日 - 地点：首尔希尔顿格兰德酒店 \| 獎項 \| 得獎者 \| 作品 \| \| ---------------- \| ------------------ \| ------------------------------ \| \| 最佳作品 \| 不適用 \| 《殺人回憶》 \| \| 最佳导演 \| 奉俊昊 \| 《殺人回憶》 \| \| 最佳男主角 \| 宋康昊 \| 《殺人回憶》 \| \| 最佳女主角 \| 文素利 \| 《風流家族》 \| \| 最佳男配角 \| 朴道植 \| 《殺人回憶》 \| \| 最佳女配角 \| 宋玧妸 \| 《逃回監獄》 \| \| 最佳新人导演 \| 張俊桓 \| 《拯救綠色星球！》 \| \| 最佳新人男演员 \| 朴海日 \| 《嫉妒是我的力量》 \| \| 最佳新人女演员 \| 黃汀旼 \| 《拯救綠色星球！》 \| \| 最佳剧本 \| 奉俊昊、沈聖甫 \| 《殺人回憶》 \| \| 最佳摄影奖 \| 金炯久 \| 《殺人回憶》 \| \| 最佳照明獎 \| 朴賢元 \| 《假如愛有天意》 \| \| 最佳剪輯獎 \| 金善滿 \| 《殺人回憶》 \| \| 最佳美術獎 \| 吳尚萬 \| 《春夏秋冬又一春》 \| \| 最佳音乐奖 \| 曹英玉 \| 《假如愛有天意》 \| \| 最佳企劃或製作人 \| 李承載 \| 《春夏秋冬又一春》 \| \| 最佳技术奖 \| 崔泰永（音效） \| 《黃山伐》 \| \| 評審委員特別獎 \| 不適用 \| 《外卡（朝鲜语：와일드 카드 (2003년 영화)）》 \| \| 功劳奖 \| 前韓國總統 金大中 \| 不適用 \| |                   |                    |
| 獎項 | 得獎者            | 作品               |
| 最佳作品 | 不適用            | 《殺人回憶》       |
| 最佳导演 | 奉俊昊            | 《殺人回憶》       |
| 最佳男主角 | 宋康昊            | 《殺人回憶》       |
| 最佳女主角 | 文素利            | 《風流家族》       |
| 最佳男配角 | 朴道植            | 《殺人回憶》       |
| 最佳女配角 | 宋玧妸            | 《逃回監獄》       |
| 最佳新人导演 | 張俊桓            | 《拯救綠色星球！》 |
| 最佳新人男演员 | 朴海日            | 《嫉妒是我的力量》 |
| 最佳新人女演员 | 黃汀旼            | 《拯救綠色星球！》 |
| 最佳剧本 | 奉俊昊、沈聖甫    | 《殺人回憶》       |
| 最佳摄影奖 | 金炯久            | 《殺人回憶》       |
| 最佳照明獎 | 朴賢元            | 《假如愛有天意》   |
| 最佳剪輯獎 | 金善滿            | 《殺人回憶》       |
| 最佳美術獎 | 吳尚萬            | 《春夏秋冬又一春》 |
| 最佳音乐奖 | 曹英玉            | 《假如愛有天意》   |
| 最佳企劃或製作人 | 李承載            | 《春夏秋冬又一春》 |
| 最佳技术奖 | 崔泰永（音效）    | 《黃山伐》         |
| 評審委員特別獎 | 不適用            | 《外卡》           |
| 功劳奖 | 前韓國總統 金大中 | 不適用             |

| - 举行日期：2004年11月19日 - 地点：京畿道楊州長興觀光團地 \| 獎項 \| 得獎者 \| 作品 \| \| ---------------- \| ---------------------------------------- \| ------------------------------------ \| \| 最佳作品 \| 不適用 \| 《童行歲月》 \| \| 最佳导演 \| 尹仁浩 \| 《童行歲月》 \| \| 最佳男主角 \| 崔岷植 \| 《原罪犯》 \| \| 最佳女主角 \| 金憓秀 \| 《無顏美女》 \| \| 最佳女主角 \| 李奈映 \| 《我認識的女人》 \| \| 最佳男配角 \| 鄭斗洪 \| 《風中的戰鬥者》 \| \| 最佳女配角 \| 高斗心 \| 《人漁公主》 \| \| 最佳新人导演 \| 金學純 \| 《Rewind》 \| \| 最佳新人男演员 \| 元斌 \| 《太極旗飄揚》 \| \| 最佳新人女演员 \| 文瑾瑩 \| 《幼齒老婆》 \| \| 最佳兒童演員獎 \| 李世榮、金錫、金明載、羅雅賢 \| 《童行歲月》 \| \| 最佳剧本 \| 李萬熙 \| 《童行歲月》 \| \| 最佳摄影奖 \| 鄭京勳 \| 《原罪犯》 \| \| 最佳照明獎 \| 池吉洙 \| 《風中的戰鬥者》 \| \| 最佳剪輯獎 \| 金尚範（英语：Kim Sang-bum (film editor)） \| 《原罪犯》 \| \| 最佳美術獎 \| 尹柱勳 \| 《無顏美女》 \| \| 最佳音乐奖 \| 張永圭 \| 《無顏美女》 \| \| 最佳企劃或製作人 \| 金棟元 \| 《遣返》 \| \| 最佳技术奖 \| 姜鐘益 \| 《太極旗飄揚》 \| \| 評審委員特別獎 \| 不適用 \| 《實尾島》 《太極旗飄揚》 《原罪犯》 \| \| 功劳奖 \| 導演鄭智泳 電影演員安聖基 \| 不適用 \| |                              |                                      |
| 獎項 | 得獎者                       | 作品                                 |
| 最佳作品 | 不適用                       | 《童行歲月》                         |
| 最佳导演 | 尹仁浩                       | 《童行歲月》                         |
| 最佳男主角 | 崔岷植                       | 《原罪犯》                           |
| 最佳女主角 | 金憓秀                       | 《無顏美女》                         |
| 最佳女主角 | 李奈映                       | 《我認識的女人》                     |
| 最佳男配角 | 鄭斗洪                       | 《風中的戰鬥者》                     |
| 最佳女配角 | 高斗心                       | 《人漁公主》                         |
| 最佳新人导演 | 金學純                       | 《Rewind》                           |
| 最佳新人男演员 | 元斌                         | 《太極旗飄揚》                       |
| 最佳新人女演员 | 文瑾瑩                       | 《幼齒老婆》                         |
| 最佳兒童演員獎 | 李世榮、金錫、金明載、羅雅賢 | 《童行歲月》                         |
| 最佳剧本 | 李萬熙                       | 《童行歲月》                         |
| 最佳摄影奖 | 鄭京勳                       | 《原罪犯》                           |
| 最佳照明獎 | 池吉洙                       | 《風中的戰鬥者》                     |
| 最佳剪輯獎 | 金尚範                       | 《原罪犯》                           |
| 最佳美術獎 | 尹柱勳                       | 《無顏美女》                         |
| 最佳音乐奖 | 張永圭                       | 《無顏美女》                         |
| 最佳企劃或製作人 | 金棟元                       | 《遣返》                             |
| 最佳技术奖 | 姜鐘益                       | 《太極旗飄揚》                       |
| 評審委員特別獎 | 不適用                       | 《實尾島》 《太極旗飄揚》 《原罪犯》 |
| 功劳奖 | 導演鄭智泳 電影演員安聖基    | 不適用                               |

| - 举行日期：2005年12月15日 - 地点：濟州國際會議中心 \| 獎項 \| 得獎者 \| 作品 \| \| ---------------- \| -------------------------- \| ---------------------------------- \| \| 最佳作品 \| 不適用 \| 《血雨》 \| \| 最佳导演 \| 金大承 \| 《血雨》 \| \| 最佳男主角 \| 李炳憲 \| 《不悔》 \| \| 最佳女主角 \| 全道嬿 \| 《你是我的命運》 \| \| 最佳男配角 \| 朴埇佑 \| 《血雨》 \| \| 最佳女配角 \| 吳美姬 \| 《我生命中最美的一週》 \| \| 最佳新人导演 \| 鄭允哲 \| 《我的馬拉松》 \| \| 最佳新人男演员 \| 陳泰賢 \| 《我生命中最美的一週》 \| \| 最佳新人女演员 \| 徐令姬 \| 《我生命中最美的一週》 \| \| 最佳兒童演員獎 \| 李載應 \| 《Bravo, My Life》 \| \| 最佳剧本 \| 柳成協、萬圭東 \| 《我生命中最美的一週》 \| \| 最佳摄影奖 \| 崔英煥 \| 《血雨》 \| \| 最佳照明獎 \| 金成冠 \| 《血雨》 \| \| 最佳剪輯獎 \| 金尚範（英语：Kim Sang-bum (film editor)）、金載範 \| 《血雨》 \| \| 最佳美術獎 \| 萬言玉 \| 《血雨》 \| \| 最佳音乐奖 \| 方俊錫 \| 《拳頭在哭泣》 \| \| 最佳企劃或製作人 \| 吳貞媛、李宥鎮 \| 《你是我的命運》 \| \| 最佳技术奖 \| 申載鎬 \| 《血雨》 \| \| 評審委員特別獎 \| 不適用 \| 《我生命中最美的一週》 \| \| 功劳奖 \| 姜申星一 \| 不適用 \| |                |                        |
| 獎項 | 得獎者         | 作品                   |
| 最佳作品 | 不適用         | 《血雨》               |
| 最佳导演 | 金大承         | 《血雨》               |
| 最佳男主角 | 李炳憲         | 《不悔》               |
| 最佳女主角 | 全道嬿         | 《你是我的命運》       |
| 最佳男配角 | 朴埇佑         | 《血雨》               |
| 最佳女配角 | 吳美姬         | 《我生命中最美的一週》 |
| 最佳新人导演 | 鄭允哲         | 《我的馬拉松》         |
| 最佳新人男演员 | 陳泰賢         | 《我生命中最美的一週》 |
| 最佳新人女演员 | 徐令姬         | 《我生命中最美的一週》 |
| 最佳兒童演員獎 | 李載應         | 《Bravo, My Life》     |
| 最佳剧本 | 柳成協、萬圭東 | 《我生命中最美的一週》 |
| 最佳摄影奖 | 崔英煥         | 《血雨》               |
| 最佳照明獎 | 金成冠         | 《血雨》               |
| 最佳剪輯獎 | 金尚範、金載範 | 《血雨》               |
| 最佳美術獎 | 萬言玉         | 《血雨》               |
| 最佳音乐奖 | 方俊錫         | 《拳頭在哭泣》         |
| 最佳企劃或製作人 | 吳貞媛、李宥鎮 | 《你是我的命運》       |
| 最佳技术奖 | 申載鎬         | 《血雨》               |
| 評審委員特別獎 | 不適用         | 《我生命中最美的一週》 |
| 功劳奖 | 姜申星一       | 不適用                 |

| - 举行日期：2006年10月27日 - 地点：京畿道利川雪峯公園 \| 獎項 \| 得獎者 \| 作品 \| \| ------------------ \| ---------------------- \| ---------------------------- \| \| 最佳作品 \| 不適用 \| 《韓半島》 \| \| 最佳导演 \| 康祐碩 \| 《韓半島》 \| \| 最佳男主角 \| 甘宇成 \| 《王的男人》 \| \| 最佳女主角 \| 金憓秀 \| 《老千》 \| \| 最佳男配角 \| 李凡秀 \| 《夥伴兒》 \| \| 最佳男配角 \| 張航善 \| 《王的男人》 \| \| 最佳女配角 \| 金守美 \| 《赤腳的基奉兒》 \| \| 最佳新人导演 \| 李桓景 \| 《方糖》 \| \| 最佳新人男演员 \| 嚴泰雄 \| 《家族的誕生》 \| \| 最佳新人女演员 \| 李寶英 \| 《卑劣的街頭》 \| \| 最佳剧本 \| 張珉石、朴恩英 \| 《我們的幸福時光》 \| \| 最佳摄影奖 \| 尹洪植 \| 《青燕》 \| \| 最佳照明獎 \| 李康山 \| 《駭人怪物》 \| \| 最佳剪輯獎 \| 申萬景 \| 《老千》 \| \| 最佳服裝獎 \| 權宥鎮 \| 《青燕》 \| \| 最佳音乐奖 \| 李東俊 \| 《方糖》 \| \| 最佳企劃或製作人 \| 崔龍裴 \| 《駭人怪物》 \| \| 最佳技术奖 \| 金石元（音效） \| 《韓半島》 \| \| 最佳技术奖 \| 張輝哲（特效） \| 《駭人怪物》 \| \| 評審委員特别獎 \| 不適用 \| 《方糖》 \| \| 評審委員特别表演獎 \| 朴重勳 \| 《Radio Star》 \| \| 男子人氣獎 \| 金勝友 \| 《海邊的女人》 \| \| 女子人氣獎 \| 金惠秀 \| 《老千》 \| \| 春史羅雲奎大獎 \| 鄭鎭宇 \| 不適用 \| \| 美好的電影人獎 \| 郭正煥 \| 不適用 \| \| 韓流文化大獎 \| 鄭昌和、李炳憲、張瑞希 \| 不適用 \| |                        |                    |
| 獎項 | 得獎者                 | 作品               |
| 最佳作品 | 不適用                 | 《韓半島》         |
| 最佳导演 | 康祐碩                 | 《韓半島》         |
| 最佳男主角 | 甘宇成                 | 《王的男人》       |
| 最佳女主角 | 金憓秀                 | 《老千》           |
| 最佳男配角 | 李凡秀                 | 《夥伴兒》         |
| 最佳男配角 | 張航善                 | 《王的男人》       |
| 最佳女配角 | 金守美                 | 《赤腳的基奉兒》   |
| 最佳新人导演 | 李桓景                 | 《方糖》           |
| 最佳新人男演员 | 嚴泰雄                 | 《家族的誕生》     |
| 最佳新人女演员 | 李寶英                 | 《卑劣的街頭》     |
| 最佳剧本 | 張珉石、朴恩英         | 《我們的幸福時光》 |
| 最佳摄影奖 | 尹洪植                 | 《青燕》           |
| 最佳照明獎 | 李康山                 | 《駭人怪物》       |
| 最佳剪輯獎 | 申萬景                 | 《老千》           |
| 最佳服裝獎 | 權宥鎮                 | 《青燕》           |
| 最佳音乐奖 | 李東俊                 | 《方糖》           |
| 最佳企劃或製作人 | 崔龍裴                 | 《駭人怪物》       |
| 最佳技术奖 | 金石元（音效）         | 《韓半島》         |
| 最佳技术奖 | 張輝哲（特效）         | 《駭人怪物》       |
| 評審委員特别獎 | 不適用                 | 《方糖》           |
| 評審委員特别表演獎 | 朴重勳                 | 《Radio Star》     |
| 男子人氣獎 | 金勝友                 | 《海邊的女人》     |
| 女子人氣獎 | 金惠秀                 | 《老千》           |
| 春史羅雲奎大獎 | 鄭鎭宇                 | 不適用             |
| 美好的電影人獎 | 郭正煥                 | 不適用             |
| 韓流文化大獎 | 鄭昌和、李炳憲、張瑞希 | 不適用             |

| - 举行日期：2007年9月14日 - 地点：京畿道利川雪峯公園陶瓷博覽會室外特設場地 \| 獎項 \| 得獎者 \| 作品 \| \| -------------- \| ---------------------------------- \| ------------------------ \| \| 最佳作品 \| 不適用 \| 《愛，在那年盛夏》 \| \| 最佳导演 \| 趙根植 \| 《愛，在那年盛夏》 \| \| 最佳男主角 \| 車勝元 \| 《兒子》 \| \| 最佳女主角 \| 金亞中 \| 《醜女大翻身》 \| \| 最佳男配角 \| 吳達庶 \| 《愛，在那年盛夏》 \| \| 最佳男配角 \| 趙漢善 \| 《熱血男兒》 \| \| 最佳女配角 \| 嚴智苑 \| 《秋季的路》 \| \| 最佳新人导演 \| 李政秉 \| 《熱血男兒》 \| \| 最佳新人男演员 \| 鄭敬淏 \| 《香草》 \| \| 最佳新人女演员 \| 李世恩 \| 《愛，在那年盛夏》 \| \| 最佳剧本 \| 張珉石 \| 《秋季的路》 \| \| 最佳摄影奖 \| 朴玄哲 \| 《醜女大翻身》 \| \| 最佳照明獎 \| 林載永 \| 《黃真伊》 \| \| 最佳剪輯獎 \| 朴曲之 \| 《醜女大翻身》 \| \| 最佳音乐奖 \| 沈賢貞 \| 《愛，在那年盛夏》 \| \| 最佳技术奖 \| 李承哲（音效） \| 《醜女大翻身》 \| \| 最佳技术奖 \| 張久浩（服装） \| 《黃真伊》 \| \| 評審委員特别獎 \| 不適用 \| 《香草》 \| \| 春史羅雲奎大獎 \| 申榮均 \| 不適用 \| \| 美好的藝術人獎 \| 兪賢穆、李宇石、鄭昌和 \| 不適用 \| \| 韓流文化獎 \| 張娜拉 \| 不適用 \| \| 韓流文化大獎 \| 李英愛、張東健 \| 不適用 \| |                        |                    |
| 獎項 | 得獎者                 | 作品               |
| 最佳作品 | 不適用                 | 《愛，在那年盛夏》 |
| 最佳导演 | 趙根植                 | 《愛，在那年盛夏》 |
| 最佳男主角 | 車勝元                 | 《兒子》           |
| 最佳女主角 | 金亞中                 | 《醜女大翻身》     |
| 最佳男配角 | 吳達庶                 | 《愛，在那年盛夏》 |
| 最佳男配角 | 趙漢善                 | 《熱血男兒》       |
| 最佳女配角 | 嚴智苑                 | 《秋季的路》       |
| 最佳新人导演 | 李政秉                 | 《熱血男兒》       |
| 最佳新人男演员 | 鄭敬淏                 | 《香草》           |
| 最佳新人女演员 | 李世恩                 | 《愛，在那年盛夏》 |
| 最佳剧本 | 張珉石                 | 《秋季的路》       |
| 最佳摄影奖 | 朴玄哲                 | 《醜女大翻身》     |
| 最佳照明獎 | 林載永                 | 《黃真伊》         |
| 最佳剪輯獎 | 朴曲之                 | 《醜女大翻身》     |
| 最佳音乐奖 | 沈賢貞                 | 《愛，在那年盛夏》 |
| 最佳技术奖 | 李承哲（音效）         | 《醜女大翻身》     |
| 最佳技术奖 | 張久浩（服装）         | 《黃真伊》         |
| 評審委員特别獎 | 不適用                 | 《香草》           |
| 春史羅雲奎大獎 | 申榮均                 | 不適用             |
| 美好的藝術人獎 | 兪賢穆、李宇石、鄭昌和 | 不適用             |
| 韓流文化獎 | 張娜拉                 | 不適用             |
| 韓流文化大獎 | 李英愛、張東健         | 不適用             |

| - 举行日期：2008年9月6日 - 地点：京畿道利川雪峯公園陶瓷博覽會室外特設場地 \| 獎項 \| 得獎者 \| 作品 \| \| ---------------- \| ---------------------- \| -------------------------- \| \| 最佳作品 \| 不適用 \| 《北逃》 \| \| 最佳导演 \| 金泰均 \| 《北逃》 \| \| 最佳男主角 \| 金允錫、河正宇 \| 《追擊者》 \| \| 最佳女主角 \| 李美妍 \| 《曝露的愛情》 \| \| 最佳男配角 \| 金永哲 \| 《My Father》 \| \| 最佳女配角 \| 金志映 \| 《發球線上》 \| \| 最佳新人导演 \| 羅宏鎮 \| 《追擊者》 \| \| 最佳新人男演员 \| 丹尼爾·海尼 \| 《My Father》 \| \| 最佳新人女演员 \| 李花善 \| 《色即是空2》 \| \| 最佳新人女演员 \| 趙恩智 \| 《發球線上》 \| \| 最佳兒童演員獎 \| 申明哲 \| 《北逃》 \| \| 最佳剧本 \| 李宥鎮 \| 《北逃》 \| \| 最佳剧本 \| 羅宏鎮、李信鎬、洪元贊 \| 《追擊者》 \| \| 最佳摄影奖 \| 鄭漢哲 \| 《北逃》 \| \| 最佳照明獎 \| 朴世文 \| 《宮女》 \| \| 最佳剪輯獎 \| 李賢美 \| 《曝露的愛情》 \| \| 最佳美術獎 \| 金賢玉 \| 《北逃》 \| \| 最佳音乐奖 \| 金泰成 \| 《北逃》 \| \| 最佳企劃或製作人 \| 金贤玉 \| 《北逃》 \| \| 最佳技术奖 \| 崔泰永（音效） \| 《追擊者》 \| \| 評審委員大獎 \| 車仁杓 \| 《北逃》 \| \| 春史羅雲奎大獎 \| 金洙容 \| 不適用 \| \| 美好的電影人獎 \| 尹一峰 \| 不適用 \| \| 韓流文化大獎 \| 申鉉濬 \| 不適用 \| \| 春史大獎 \| 金洙容 \| 不適用 \| |                        |                |
| 獎項 | 得獎者                 | 作品           |
| 最佳作品 | 不適用                 | 《北逃》       |
| 最佳导演 | 金泰均                 | 《北逃》       |
| 最佳男主角 | 金允錫、河正宇         | 《追擊者》     |
| 最佳女主角 | 李美妍                 | 《曝露的愛情》 |
| 最佳男配角 | 金永哲                 | 《My Father》  |
| 最佳女配角 | 金志映                 | 《發球線上》   |
| 最佳新人导演 | 羅宏鎮                 | 《追擊者》     |
| 最佳新人男演员 | 丹尼爾·海尼            | 《My Father》  |
| 最佳新人女演员 | 李花善                 | 《色即是空2》  |
| 最佳新人女演员 | 趙恩智                 | 《發球線上》   |
| 最佳兒童演員獎 | 申明哲                 | 《北逃》       |
| 最佳剧本 | 李宥鎮                 | 《北逃》       |
| 最佳剧本 | 羅宏鎮、李信鎬、洪元贊 | 《追擊者》     |
| 最佳摄影奖 | 鄭漢哲                 | 《北逃》       |
| 最佳照明獎 | 朴世文                 | 《宮女》       |
| 最佳剪輯獎 | 李賢美                 | 《曝露的愛情》 |
| 最佳美術獎 | 金賢玉                 | 《北逃》       |
| 最佳音乐奖 | 金泰成                 | 《北逃》       |
| 最佳企劃或製作人 | 金贤玉                 | 《北逃》       |
| 最佳技术奖 | 崔泰永（音效）         | 《追擊者》     |
| 評審委員大獎 | 車仁杓                 | 《北逃》       |
| 春史羅雲奎大獎 | 金洙容                 | 不適用         |
| 美好的電影人獎 | 尹一峰                 | 不適用         |
| 韓流文化大獎 | 申鉉濬                 | 不適用         |
| 春史大獎 | 金洙容                 | 不適用         |

| - 举行日期：2009年9月5日 - 地点：京畿道利川雪峯公園陶瓷博覽會室外特設場地 \| 獎項 \| 得獎者 \| 作品 \| \| ---------------- \| ----------------------------------------------------------------- \| ---------------------------- \| \| 最佳作品 \| 不適用 \| 《國家代表》 \| \| 最佳导演 \| 朴贊郁 \| 《饑渴誘罪》 \| \| 最佳男主角 \| 宋康昊 \| 《饑渴誘罪》 \| \| 最佳女主角 \| 新慜娥 \| 《搖滾七十年代》 \| \| 最佳男配角 \| 成東鎰 \| 《國家代表》 \| \| 最佳男配角 \| 朴喜洵 \| 《作戰》 \| \| 最佳女配角 \| 金海淑 \| 《饑渴誘罪》 \| \| 最佳女配角 \| 李惠淑 \| 《國家代表》 \| \| 最佳新人导演 \| 朴建溶 \| 《一舉成名》 \| \| 最佳新人男演员 \| 宋昶儀 \| 《少年不哭》 \| \| 最佳新人男演员 \| 車誠宇 \| 《搖滾七十年代》 \| \| 最佳新人女演员 \| 趙安 \| 《一舉成名》 \| \| 最佳联合表演奖 \| 李在應、崔在煥、河正宇、金知碩、金東昱 \| 《國家代表》 \| \| 最佳兒童演員獎 \| 王晳鉉 \| 《極速緋聞》 \| \| 最佳剧本 \| 李海俊 \| 《金氏漂流記》 \| \| 最佳摄影奖 \| 朴喜洙 \| 《美人圖》 \| \| 最佳照明獎 \| 朴賢元 \| 《饑渴誘罪》 \| \| 最佳剪輯獎 \| 朴曲之 \| 《美人圖》 \| \| 最佳美術獎 \| 李河俊 \| 《美人圖》 \| \| 最佳音乐奖 \| 朴賢元 \| 《饑渴誘罪》 \| \| 最佳企劃或製作人 \| 洪尙秀 \| 《一舉成名》 \| \| 最佳技术奖 \| 李承哲、李相俊、李誠鎮（音效） 洪章表、鄭成鎮（特效） \| 《國家代表》 \| \| 評審委員大獎 \| 不適用 \| 《多管閒事之人》 \| \| 評審委員特別獎 \| 不適用 \| 《金氏漂流記》 \| \| 美好的電影人獎 \| 尹一峰 \| 不適用 \| \| 韓流文化大獎 \| 崔貞媛、鄭俊鎬 \| 不適用 \| \| 春史大獎 \| 崔銀姬 \| 不適用 \| |                                                       |                  |
| 獎項 | 得獎者                                                | 作品             |
| 最佳作品 | 不適用                                                | 《國家代表》     |
| 最佳导演 | 朴贊郁                                                | 《饑渴誘罪》     |
| 最佳男主角 | 宋康昊                                                | 《饑渴誘罪》     |
| 最佳女主角 | 新慜娥                                                | 《搖滾七十年代》 |
| 最佳男配角 | 成東鎰                                                | 《國家代表》     |
| 最佳男配角 | 朴喜洵                                                | 《作戰》         |
| 最佳女配角 | 金海淑                                                | 《饑渴誘罪》     |
| 最佳女配角 | 李惠淑                                                | 《國家代表》     |
| 最佳新人导演 | 朴建溶                                                | 《一舉成名》     |
| 最佳新人男演员 | 宋昶儀                                                | 《少年不哭》     |
| 最佳新人男演员 | 車誠宇                                                | 《搖滾七十年代》 |
| 最佳新人女演员 | 趙安                                                  | 《一舉成名》     |
| 最佳联合表演奖 | 李在應、崔在煥、河正宇、金知碩、金東昱                | 《國家代表》     |
| 最佳兒童演員獎 | 王晳鉉                                                | 《極速緋聞》     |
| 最佳剧本 | 李海俊                                                | 《金氏漂流記》   |
| 最佳摄影奖 | 朴喜洙                                                | 《美人圖》       |
| 最佳照明獎 | 朴賢元                                                | 《饑渴誘罪》     |
| 最佳剪輯獎 | 朴曲之                                                | 《美人圖》       |
| 最佳美術獎 | 李河俊                                                | 《美人圖》       |
| 最佳音乐奖 | 朴賢元                                                | 《饑渴誘罪》     |
| 最佳企劃或製作人 | 洪尙秀                                                | 《一舉成名》     |
| 最佳技术奖 | 李承哲、李相俊、李誠鎮（音效） 洪章表、鄭成鎮（特效） | 《國家代表》     |
| 評審委員大獎 | 不適用                                                | 《多管閒事之人》 |
| 評審委員特別獎 | 不適用                                                | 《金氏漂流記》   |
| 美好的電影人獎 | 尹一峰                                                | 不適用           |
| 韓流文化大獎 | 崔貞媛、鄭俊鎬                                        | 不適用           |
| 春史大獎 | 崔銀姬                                                | 不適用           |

### 2010年代
| - 举行日期：2010年9月18日 - 地点：京畿道利川雪峯公園陶瓷博覽會室外特設場地 \| 獎項 \| 得獎者 \| 作品 \| \| ------------------ \| ----------------------------------------------------- \| ------------------------------ \| \| 最佳作品 \| 不適用 \| 《青苔：死亡異域》 \| \| 最佳导演 \| 康祐碩 \| 《青苔：死亡異域》 \| \| 最佳男主角 \| 薛耿求 \| 《無情》 \| \| 最佳女主角 \| 嚴正化 \| 《詭書》 \| \| 最佳男配角 \| 高昌錫 \| 《赤腳夢想》 \| \| 最佳男配角 \| 劉俊相 \| 《青苔：死亡異域》 \| \| 最佳女配角 \| 尹汝貞 \| 《下女》 \| \| 最佳新人导演 \| 姜泰圭 \| 《Harmony》 \| \| 最佳新人男演员 \| 趙震雄 \| 《詭書》 \| \| 最佳新人男演员 \| 崔載雄 \| 《像煙花像蝴蝶》 \| \| 最佳新人女演员 \| 強藝元 \| 《Harmony》 \| \| 最佳剧本 \| 尹載久 \| 《迷情密碼》 \| \| 最佳摄影奖 \| 金成福、金勇洪 \| 《青苔：死亡異域》 \| \| 最佳照明獎 \| 姜泰熙 \| 《青苔：死亡異域》 \| \| 最佳剪輯獎 \| 高臨表 \| 《青苔：死亡異域》 \| \| 最佳美術獎 \| 楊洪三、張石鎮 \| 《詭書》 \| \| 最佳音乐奖 \| 曹英玉 \| 《青苔：死亡異域》 \| \| 最佳企劃或製作人 \| 鄭泰元 \| 《走進炮火中》 \| \| 最佳技术奖 \| 朴俊宇、朴鐘根（音效） Effects Storm、FX Gear（特效） \| 《像煙花像蝴蝶》 \| \| 評審委員特别獎 \| 不適用 \| 《走進炮火中》 \| \| 評審委員特别表演獎 \| 朴重勳 \| 《我流氓般的戀人》 \| \| 美好的電影人獎 \| 文姬 \| 不適用 \| \| 春史大獎 \| 李大根 \| 不適用 \| |                                                       |                    |
| 獎項 | 得獎者                                                | 作品               |
| 最佳作品 | 不適用                                                | 《青苔：死亡異域》 |
| 最佳导演 | 康祐碩                                                | 《青苔：死亡異域》 |
| 最佳男主角 | 薛耿求                                                | 《無情》           |
| 最佳女主角 | 嚴正化                                                | 《詭書》           |
| 最佳男配角 | 高昌錫                                                | 《赤腳夢想》       |
| 最佳男配角 | 劉俊相                                                | 《青苔：死亡異域》 |
| 最佳女配角 | 尹汝貞                                                | 《下女》           |
| 最佳新人导演 | 姜泰圭                                                | 《Harmony》        |
| 最佳新人男演员 | 趙震雄                                                | 《詭書》           |
| 最佳新人男演员 | 崔載雄                                                | 《像煙花像蝴蝶》   |
| 最佳新人女演员 | 強藝元                                                | 《Harmony》        |
| 最佳剧本 | 尹載久                                                | 《迷情密碼》       |
| 最佳摄影奖 | 金成福、金勇洪                                        | 《青苔：死亡異域》 |
| 最佳照明獎 | 姜泰熙                                                | 《青苔：死亡異域》 |
| 最佳剪輯獎 | 高臨表                                                | 《青苔：死亡異域》 |
| 最佳美術獎 | 楊洪三、張石鎮                                        | 《詭書》           |
| 最佳音乐奖 | 曹英玉                                                | 《青苔：死亡異域》 |
| 最佳企劃或製作人 | 鄭泰元                                                | 《走進炮火中》     |
| 最佳技术奖 | 朴俊宇、朴鐘根（音效） Effects Storm、FX Gear（特效） | 《像煙花像蝴蝶》   |
| 評審委員特别獎 | 不適用                                                | 《走進炮火中》     |
| 評審委員特别表演獎 | 朴重勳                                                | 《我流氓般的戀人》 |
| 美好的電影人獎 | 文姬                                                  | 不適用             |
| 春史大獎 | 李大根                                                | 不適用             |

| - 举行日期：2014年3月19日 - 地点：韓國首爾出版中心 \| 獎項 \| 得獎者 \| 作品 \| \| ------------ \| ----------------------- \| ------------ \| \| 最佳导演 \| 不適用 \| \| \| 最佳男主角 \| 宋康昊 \| 《辯護人》 \| \| 最佳女主角 \| 沈恩敬 \| 《奇怪的她》 \| \| 最佳新人导演 \| 楊宇錫 \| 《辯護人》 \| \| 最佳剧本 \| 申東益、洪允貞、董熙善 \| 《奇怪的她》 \| \| 最佳技术奖 \| 張成鎮（特效） \| 《王牌巨猩》 \| \| 功劳奖 \| 韓國影院聯盟會長 姜泰鎮 \| 不適用 \| |                         |              |
| 獎項 | 得獎者                  | 作品         |
| 最佳导演 | 不適用                  |              |
| 最佳男主角 | 宋康昊                  | 《辯護人》   |
| 最佳女主角 | 沈恩敬                  | 《奇怪的她》 |
| 最佳新人导演 | 楊宇錫                  | 《辯護人》   |
| 最佳剧本 | 申東益、洪允貞、董熙善  | 《奇怪的她》 |
| 最佳技术奖 | 張成鎮（特效）          | 《王牌巨猩》 |
| 功劳奖 | 韓國影院聯盟會長 姜泰鎮 | 不適用       |

| - 举行日期：2015年3月18日 - 地点：韓國首爾出版中心 \| 獎項 \| 得獎者 \| 作品 \| \| -------------------- \| ----------------------- \| ------------------------ \| \| 最佳导演 \| 金成勳 \| 《非常警探》 \| \| 最佳男主角 \| 河正宇 \| 《群盜》 \| \| 最佳女主角 \| 裴斗娜 \| 《道熙呀》 \| \| 最佳新人导演 \| 吳文基 \| 《蹴鞠王》 \| \| 最佳剧本 \| 朴秀真 \| 《國際市場》 \| \| 最佳技术奖 \| 崔泰（音效） \| 《鳴梁》 \| \| 电影发展贡献奖 \| Myung Films \| 不適用 \| \| 观众评选最受欢迎电影 \| 不適用 \| 《國際市場》 \| |              |              |
| 獎項 | 得獎者       | 作品         |
| 最佳导演 | 金成勳       | 《非常警探》 |
| 最佳男主角 | 河正宇       | 《群盜》     |
| 最佳女主角 | 裴斗娜       | 《道熙呀》   |
| 最佳新人导演 | 吳文基       | 《蹴鞠王》   |
| 最佳剧本 | 朴秀真       | 《國際市場》 |
| 最佳技术奖 | 崔泰（音效） | 《鳴梁》     |
| 电影发展贡献奖 | Myung Films  | 不適用       |
| 观众评选最受欢迎电影 | 不適用       | 《國際市場》 |

| - 举行日期：2016年4月5日 - 地点：首爾國際會議暨展示中心禮堂 \| 獎項 \| 得獎者 \| 作品 \| \| -------------------- \| -------------- \| -------------------------------------- \| \| 最佳导演 \| 崔東勳 \| 《暗殺》 \| \| 最佳男主角 \| 劉亞仁 \| 《思悼》 \| \| 最佳女主角 \| 金憓秀 \| 《儲物櫃女孩》 \| \| 最佳男配角 \| 趙震雄 \| 《暗殺》 \| \| 最佳女配角 \| 嚴志媛 \| 《京城學校：消失的少女們》 \| \| 最佳新人导演 \| 洪錫濟 \| 《社交恐懼症》 \| \| 最佳新人男演员 \| 姜河那 \| 《二十》 \| \| 最佳新人女演员 \| 朴素淡 \| 《黑祭司們》 \| \| 最佳剧本 \| 曹喆鉉 \| 《思悼》 \| \| 最佳技术奖 \| 曹勇錫（特效） \| 《大虎》 \| \| 功劳奖 \| 林權澤导演 \| 不適用 \| \| 特别奖部门分享奖 \| 李濬益 \| 不適用 \| \| 人气奖 \| 羅美蘭 \| 不適用 \| \| 特别人气奖 \| 洪宗玄、柳惠英 \| 不適用 \| \| 观众评选最受欢迎电影 \| 不適用 \| 《鬼鄕》 \| |                |                            |
| 獎項 | 得獎者         | 作品                       |
| 最佳导演 | 崔東勳         | 《暗殺》                   |
| 最佳男主角 | 劉亞仁         | 《思悼》                   |
| 最佳女主角 | 金憓秀         | 《儲物櫃女孩》             |
| 最佳男配角 | 趙震雄         | 《暗殺》                   |
| 最佳女配角 | 嚴志媛         | 《京城學校：消失的少女們》 |
| 最佳新人导演 | 洪錫濟         | 《社交恐懼症》             |
| 最佳新人男演员 | 姜河那         | 《二十》                   |
| 最佳新人女演员 | 朴素淡         | 《黑祭司們》               |
| 最佳剧本 | 曹喆鉉         | 《思悼》                   |
| 最佳技术奖 | 曹勇錫（特效） | 《大虎》                   |
| 功劳奖 | 林權澤导演     | 不適用                     |
| 特别奖部门分享奖 | 李濬益         | 不適用                     |
| 人气奖 | 羅美蘭         | 不適用                     |
| 特别人气奖 | 洪宗玄、柳惠英 | 不適用                     |
| 观众评选最受欢迎电影 | 不適用         | 《鬼鄕》                   |

| - 举行日期：2017年5月24日 - 地点：首爾國際會議暨展示中心禮堂 \| 獎項 \| 得獎者 \| 作品 \| \| -------------------- \| ---------------------- \| -------------------------------- \| \| 最佳导演 \| 羅宏鎮 \| 《哭聲》 \| \| 最佳男主角 \| 河正宇 \| 《隧道》 \| \| 最佳女主角 \| 孫藝真 \| 《追兇倒數15日》 \| \| 最佳男配角 \| 朴正民 \| 《東柱》 \| \| 最佳女配角 \| 柳仁英 \| 《越愛越墮落》 \| \| 最佳新人导演 \| 金鎮皇 \| 《牧羊人們》 \| \| 最佳新人男演员 \| 具教煥 \| 《我的孫子是最好的》 \| \| 最佳新人女演员 \| 李尚熙 \| 《戀愛談》 \| \| 最佳剧本 \| 李京美 \| 《追兇倒數15日》 \| \| 最佳技术奖 \| 郭泰勇 \| 《釜山行》 \| \| 人气奖 \| 金吝勸 \| 不適用 \| \| 特别人气奖 \| 金瑟琪、崔宇植 \| 不適用 \| \| 功劳奖 \| 金洙容导演 \| 不適用 \| \| 观众评选最受欢迎电影 \| 不適用 \| 《釜山行》 \| |                |                      |
| 獎項 | 得獎者         | 作品                 |
| 最佳导演 | 羅宏鎮         | 《哭聲》             |
| 最佳男主角 | 河正宇         | 《隧道》             |
| 最佳女主角 | 孫藝真         | 《追兇倒數15日》     |
| 最佳男配角 | 朴正民         | 《東柱》             |
| 最佳女配角 | 柳仁英         | 《越愛越墮落》       |
| 最佳新人导演 | 金鎮皇         | 《牧羊人們》         |
| 最佳新人男演员 | 具教煥         | 《我的孫子是最好的》 |
| 最佳新人女演员 | 李尚熙         | 《戀愛談》           |
| 最佳剧本 | 李京美         | 《追兇倒數15日》     |
| 最佳技术奖 | 郭泰勇         | 《釜山行》           |
| 人气奖 | 金吝勸         | 不適用               |
| 特别人气奖 | 金瑟琪、崔宇植 | 不適用               |
| 功劳奖 | 金洙容导演     | 不適用               |
| 观众评选最受欢迎电影 | 不適用         | 《釜山行》           |

| - 举行日期：2018年5月18日 - 地点：首爾江南區三成洞COEX會展中心會議室禮堂 \| 獎項 \| 得獎者 \| 作品 \| \| -------------------- \| ----------------------- \| ----------------------------------------------------------------------- \| \| 最佳导演 \| 黃東赫 \| 《南漢山城》 \| \| 最佳男主角 \| 鄭雨盛 \| 《鐵雨》 \| \| 最佳女主角 \| 金玉彬 \| 《惡女》 \| \| 最佳男配角 \| 金東旭 \| 《與神同行》 \| \| 最佳女配角 \| 金善映 \| 《溝通與謊言》 \| \| 最佳新人导演 \| 姜允成 \| 《犯罪都市》 \| \| 最佳新人男演员 \| 吳承勳 \| 《Method》 \| \| 最佳新人女演员 \| 崔嬉序 \| 《朴烈》 \| \| 最佳剧本 \| 申延植 \| 《羅馬書 8:37》 \| \| 最佳技术奖 \| 金智勇（摄影） \| 《南漢山城》 \| \| 特别人气奖 \| NaNa、吳代煥 \| 不適用 \| \| 观众评选最受欢迎电影 \| 不適用 \| 《與神同行》 \| \| 艺术电影类特别奖 \| 不適用 \| 花手[12] \| \| 海外交流最佳电影奖 \| 刘欣翰导演 \| 《识色，幸也》（One Night, Or Whole Life）（中国） \| \| 海外交流导演奖 \| Admad Idham \| 《Mr. Cinderella》（Pencuri Hati Mr.Cinderella)（马来西亚） \| \| 海外交流贡献奖 \| 榊英雄 \| 《生活的街道》（日本） \| |                |                                                             |
| 獎項 | 得獎者         | 作品                                                        |
| 最佳导演 | 黃東赫         | 《南漢山城》                                                |
| 最佳男主角 | 鄭雨盛         | 《鐵雨》                                                    |
| 最佳女主角 | 金玉彬         | 《惡女》                                                    |
| 最佳男配角 | 金東旭         | 《與神同行》                                                |
| 最佳女配角 | 金善映         | 《溝通與謊言》                                              |
| 最佳新人导演 | 姜允成         | 《犯罪都市》                                                |
| 最佳新人男演员 | 吳承勳         | 《Method》                                                  |
| 最佳新人女演员 | 崔嬉序         | 《朴烈》                                                    |
| 最佳剧本 | 申延植         | 《羅馬書 8:37》                                             |
| 最佳技术奖 | 金智勇（摄影） | 《南漢山城》                                                |
| 特别人气奖 | NaNa、吳代煥   | 不適用                                                      |
| 观众评选最受欢迎电影 | 不適用         | 《與神同行》                                                |
| 艺术电影类特别奖 | 不適用         | 花手                                                        |
| 海外交流最佳电影奖 | 刘欣翰导演     | 《识色，幸也》（One Night, Or Whole Life）（中国）          |
| 海外交流导演奖 | Admad Idham    | 《Mr. Cinderella》（Pencuri Hati Mr.Cinderella)（马来西亚） |
| 海外交流贡献奖 | 榊英雄         | 《生活的街道》（日本）                                      |

| - 举行日期：2019年7月18日 - 地点：首爾江南區三成洞COEX會展中心會議室禮堂 \| 獎項 \| 得獎者 \| 作品 \| \| -------------------- \| ------------------ \| -------------------------------- \| \| 最佳导演 \| 奉俊昊 \| 《寄生上流》 \| \| 最佳男主角 \| 朱智勳 \| 《暗數殺人》 \| \| 最佳女主角 \| 曹汝貞 \| 《寄生上流》 \| \| 最佳男配角 \| 史蒂文·連 \| 《燃燒烈愛》 \| \| 最佳女配角 \| 李姃垠 \| 《寄生上流》 \| \| 最佳新人导演 \| 金太鈞 \| 《暗數殺人》 \| \| 最佳新人男演员 \| 孔明 \| 《雞不可失》 \| \| 最佳新人女演员 \| 秦基周 \| 《小森林》 \| \| 最佳新人女演员 \| 全汝彬 \| 《負罪少女》 \| \| 最佳剧本 \| 奉俊昊、韓振原 \| 《寄生上流》 \| \| 最佳技术奖 \| 皮大成（特殊化妆） \| 《屍殺帝國》 \| \| 特别人气奖 \| 李聖經 \| 《Miss & Mrs. Cops》 \| \| 特别人气奖 \| 嚴泰九 \| 《安市城》 \| \| 观众评选最受欢迎电影 \| 不適用 \| 《雞不可失》 \| \| 最佳影片特别奖 \| 文新谷 \| 《原罪》 \| \| 纪录片类特别奖 \| 李升贤 \| 《环岛路》[14] \| \| 功劳奖 \| 郑镇宇 \| 不適用 \| |                    |                      |
| 獎項 | 得獎者             | 作品                 |
| 最佳导演 | 奉俊昊             | 《寄生上流》         |
| 最佳男主角 | 朱智勳             | 《暗數殺人》         |
| 最佳女主角 | 曹汝貞             | 《寄生上流》         |
| 最佳男配角 | 史蒂文·連          | 《燃燒烈愛》         |
| 最佳女配角 | 李姃垠             | 《寄生上流》         |
| 最佳新人导演 | 金太鈞             | 《暗數殺人》         |
| 最佳新人男演员 | 孔明               | 《雞不可失》         |
| 最佳新人女演员 | 秦基周             | 《小森林》           |
| 最佳新人女演员 | 全汝彬             | 《負罪少女》         |
| 最佳剧本 | 奉俊昊、韓振原     | 《寄生上流》         |
| 最佳技术奖 | 皮大成（特殊化妆） | 《屍殺帝國》         |
| 特别人气奖 | 李聖經             | 《Miss & Mrs. Cops》 |
| 特别人气奖 | 嚴泰九             | 《安市城》           |
| 观众评选最受欢迎电影 | 不適用             | 《雞不可失》         |
| 最佳影片特别奖 | 文新谷             | 《原罪》             |
| 纪录片类特别奖 | 李升贤             | 《环岛路》           |
| 功劳奖 | 郑镇宇             | 不適用               |

### 2020年代
| - 举行日期：2020年6月19日 - 地点：首尔乐天西格尼尔酒店 \| 獎項 \| 得獎者 \| 作品 \| \| -------------------- \| ------------------ \| ------------------------------ \| \| 最佳导演 \| 元信延 \| 《鳳梧洞戰役》 \| \| 最佳男主角 \| 李炳憲 \| 《南山的部長們》 \| \| 最佳女主角 \| 李英愛 \| 《復仇母親》 \| \| 最佳男配角 \| 李星民 \| 《南山的部長們》 \| \| 最佳女配角 \| 金美京 \| 《82年生的金智英》 \| \| 最佳新人导演 \| 金度英 \| 《82年生的金智英》 \| \| 最佳新人男演员 \| 朴海秀 \| 《量子物理學》 \| \| 最佳新人女演员 \| 崔成恩 \| 《青春催落去》 \| \| 最佳剧本 \| 李相槿 \| 《極限逃生》 \| \| 最佳技术奖 \| 金永鎬（摄影） \| 《鳳梧洞戰役》 \| \| 故事片类特别奖 \| 金文玉 \| 《墨菲与莎莉定律》 \| \| 独立电影特别奖 \| 奉秀 \| 《冒牌，贝多芬》 \| \| 观众评选最受欢迎电影 \| 不適用 \| 《極限逃生》 \| \| 白鹤奖 \| 奉俊昊 \| 《寄生上流》 \| \| 功劳奖 \| 李斗勇 \| 不適用 \| \| 春史亚洲大奖 \| 杭州嘉平影业 \| 不適用 \| |                |                    |
| 獎項 | 得獎者         | 作品               |
| 最佳导演 | 元信延         | 《鳳梧洞戰役》     |
| 最佳男主角 | 李炳憲         | 《南山的部長們》   |
| 最佳女主角 | 李英愛         | 《復仇母親》       |
| 最佳男配角 | 李星民         | 《南山的部長們》   |
| 最佳女配角 | 金美京         | 《82年生的金智英》 |
| 最佳新人导演 | 金度英         | 《82年生的金智英》 |
| 最佳新人男演员 | 朴海秀         | 《量子物理學》     |
| 最佳新人女演员 | 崔成恩         | 《青春催落去》     |
| 最佳剧本 | 李相槿         | 《極限逃生》       |
| 最佳技术奖 | 金永鎬（摄影） | 《鳳梧洞戰役》     |
| 故事片类特别奖 | 金文玉         | 《墨菲与莎莉定律》 |
| 独立电影特别奖 | 奉秀           | 《冒牌，贝多芬》   |
| 观众评选最受欢迎电影 | 不適用         | 《極限逃生》       |
| 白鹤奖 | 奉俊昊         | 《寄生上流》       |
| 功劳奖 | 李斗勇         | 不適用             |
| 春史亚洲大奖 | 杭州嘉平影业   | 不適用             |

| - 举行日期：2021年11月19日 - 地点：首尔清潭洞Cine City \| 獎項 \| 得獎者 \| 作品 \| \| -------------------- \| ---------------------------------------------------------------- \| -------------------------- \| \| 最佳导演 \| 趙聖熙 \| 《勝利號》 \| \| 最佳男主角 \| 宋仲基 \| 《勝利號》 \| \| 最佳女主角 \| 全道嬿 \| 《抓住救命稻草的野獸們 》 \| \| 最佳男配角 \| 朴正民 \| 《魔鬼對決》 \| \| 最佳女配角 \| 裴宗玉 \| 《洁白》 \| \| 最佳新人导演 \| 尹丹菲 \| 《姐弟的夏夜》 \| \| 最佳新人男演员 \| 李逢根 \| 《说唱艺人》 \| \| 最佳新人女演员 \| 崔正云 \| 《姐弟的夏夜》 \| \| 最佳剧本 \| 洪秀英 \| 《三振集团英语托业班》 \| \| 最佳技术奖 \| 李木元、柳畅、朴君年（美术） \| 《屍速列車：感染半島》 \| \| 春史世界獎特別獎 \| 鄭李爍 \| 《夢想之地》 \| \| 故事片类特别奖 \| 赵正来 \| 《说唱艺人》 \| \| 功劳奖 \| 李元世导演 朴钟元导演 \| 不適用 \| \| 观众评选最受欢迎电影 \| 不適用 \| 《魔鬼對決》 \| |                              |                           |
| 獎項 | 得獎者                       | 作品                      |
| 最佳导演 | 趙聖熙                       | 《勝利號》                |
| 最佳男主角 | 宋仲基                       | 《勝利號》                |
| 最佳女主角 | 全道嬿                       | 《抓住救命稻草的野獸們 》 |
| 最佳男配角 | 朴正民                       | 《魔鬼對決》              |
| 最佳女配角 | 裴宗玉                       | 《洁白》                  |
| 最佳新人导演 | 尹丹菲                       | 《姐弟的夏夜》            |
| 最佳新人男演员 | 李逢根                       | 《说唱艺人》              |
| 最佳新人女演员 | 崔正云                       | 《姐弟的夏夜》            |
| 最佳剧本 | 洪秀英                       | 《三振集团英语托业班》    |
| 最佳技术奖 | 李木元、柳畅、朴君年（美术） | 《屍速列車：感染半島》    |
| 春史世界獎特別獎 | 鄭李爍                       | 《夢想之地》              |
| 故事片类特别奖 | 赵正来                       | 《说唱艺人》              |
| 功劳奖 | 李元世导演 朴钟元导演        | 不適用                    |
| 观众评选最受欢迎电影 | 不適用                       | 《魔鬼對決》              |

| - 举行日期：2022年9月30日 - 地点：首尔城东区秀月艺术馆 \| 獎項 \| 得獎者 \| 作品 \| \| -------------------- \| --------------------------------------------- \| ------------------ \| \| 最佳导演 \| 朴贊郁 \| 《分手的決心》 \| \| 最佳男主角 \| 朴海日 \| 《分手的決心》 \| \| 最佳女主角 \| 湯唯 \| 《分手的決心》 \| \| 最佳男配角 \| 朴智煥 \| 《犯罪都市2》 \| \| 最佳女配角 \| 吳娜拉 \| 《作家我就爛》 \| \| 最佳新人导演 \| 李相龍 \| 《犯罪都市2》 \| \| 最佳新人男演员 \| 無真星 \| 《作家我就爛》 \| \| 最佳新人男演员 \| 金東輝 \| 《奇怪的數學家》 \| \| 最佳新人女演员 \| 李知恩 \| 《嬰兒轉運站》 \| \| 最佳剧本 \| 金漢珉、尹洪基、李國家 \| 《閒山：龍的出現》 \| \| 最佳技术奖 \| 崔英煥 \| 《逃出摩加迪休》 \| \| 春史世界獎特別獎 \| 是枝裕和 \| 《掮客》 \| \| 功劳奖 \| 申承秀导演 李長鎬导演 \| 不適用 \| \| 观众评选最受欢迎电影 \| 不適用 \| 《犯罪都市2》 \| |                        |                    |
| 獎項 | 得獎者                 | 作品               |
| 最佳导演 | 朴贊郁                 | 《分手的決心》     |
| 最佳男主角 | 朴海日                 | 《分手的決心》     |
| 最佳女主角 | 湯唯                   | 《分手的決心》     |
| 最佳男配角 | 朴智煥                 | 《犯罪都市2》      |
| 最佳女配角 | 吳娜拉                 | 《作家我就爛》     |
| 最佳新人导演 | 李相龍                 | 《犯罪都市2》      |
| 最佳新人男演员 | 無真星                 | 《作家我就爛》     |
| 最佳新人男演员 | 金東輝                 | 《奇怪的數學家》   |
| 最佳新人女演员 | 李知恩                 | 《嬰兒轉運站》     |
| 最佳剧本 | 金漢珉、尹洪基、李國家 | 《閒山：龍的出現》 |
| 最佳技术奖 | 崔英煥                 | 《逃出摩加迪休》   |
| 春史世界獎特別獎 | 是枝裕和               | 《掮客》           |
| 功劳奖 | 申承秀导演 李長鎬导演  | 不適用             |
| 观众评选最受欢迎电影 | 不適用                 | 《犯罪都市2》      |

| - 举行日期：2023年12月7日 - 地点：首尔江南区论岘洞建设会馆 \| 獎項 \| 得獎者 \| 作品 \| \| ----------------------- \| ------------------ \| ---------------- \| \| 最佳导演 \| 金知云 \| 《蜘蛛家》 \| \| 最佳男主角 \| 柳俊烈 \| 《晝盲神探》 \| \| 最佳女主角 \| 金憓秀 \| 《走私》 \| \| 最佳男配角 \| 金鍾洙 \| 《走私》 \| \| 最佳女配角 \| 鄭秀晶 \| 《蜘蛛家》 \| \| 最佳新人导演 \| 安兌鎮 \| 《晝盲神探》 \| \| 最佳新人男演员 \| 金圣喆 \| 《晝盲神探》 \| \| 最佳新人女演员 \| 高旻示 \| 《走私》 \| \| 最佳剧本 \| 玄圭丽、安兑镇 \| 《晝盲神探》 \| \| 一种关注导演奖 \| 丁朱里 \| 《下一个素熙》 \| \| 评审委员特别奖 导演部门 \| 李翰 \| 《甜蜜蜜：7510》 \| \| 评审委员特别奖 演员部门 \| 柳海真 \| 《甜蜜蜜：7510》 \| \| 功劳奖 \| 康范九导演 \| 北极星 \| \| 功劳奖 \| 金正用导演 \| 《精武神拳》 \| \| 特别奖 \| 申相玉导演 \| 《冬天的故事》 \| |                |                  |
| 獎項 | 得獎者         | 作品             |
| 最佳导演 | 金知云         | 《蜘蛛家》       |
| 最佳男主角 | 柳俊烈         | 《晝盲神探》     |
| 最佳女主角 | 金憓秀         | 《走私》         |
| 最佳男配角 | 金鍾洙         | 《走私》         |
| 最佳女配角 | 鄭秀晶         | 《蜘蛛家》       |
| 最佳新人导演 | 安兌鎮         | 《晝盲神探》     |
| 最佳新人男演员 | 金圣喆         | 《晝盲神探》     |
| 最佳新人女演员 | 高旻示         | 《走私》         |
| 最佳剧本 | 玄圭丽、安兑镇 | 《晝盲神探》     |
| 一种关注导演奖 | 丁朱里         | 《下一个素熙》   |
| 评审委员特别奖 导演部门 | 李翰           | 《甜蜜蜜：7510》 |
| 评审委员特别奖 演员部门 | 柳海真         | 《甜蜜蜜：7510》 |
| 功劳奖 | 康范九导演     | 北极星           |
| 功劳奖 | 金正用导演     | 《精武神拳》     |
| 特别奖 | 申相玉导演     | 《冬天的故事》   |

## 外部連結
- 官方网站
- 春史電影獎在Daum网站的资料
- 春史電影獎在韩国电影数据库的资料